# Esfandiariomyces insignis
Esfandiariomyces insignis är en svampart som först beskrevs av Franz Petrak, och fick sitt nu gällande namn av Ershad 1985. Esfandiariomyces insignis ingår i släktet Esfandiariomyces, divisionen sporsäcksvampar och riket svampar.   Inga underarter finns listade i Catalogue of Life.